# Yrkes-SM
Yrkes-SM är ett svenskt nationellt mästerskap där yrkesutbildade ungdomar upp till 25 år tävlar i yrkesskicklighet. 
Under tre tävlingsdagar tävlas det i ett 60-tal olika yrkesgrenar. Yrkes-SM kompletterar de mästerskap som tidigare funnits inom flera olika yrken. Yrkes-SM hålls jämna år och fungerar som uttagstävling inför yrkes-EM och yrkes-VM. SM-vinnarna i de olika yrkesgrenarna får representera det svenska yrkeslandslaget i kommande Yrkes-EM (EuroSkills) som hålls jämna år och/eller yrkes-VM (WorldSkills Competition) som hålls ojämna år. Yrkes-SM arrangeras av WorldSkills Sweden.

## Uttagning
Det är olika uttagnings-processer för de olika branscherna. Det vanliga är att uttagningen sker via kompetensprov, vilket kan vara både praktiskt eller teoretiskt. Vissa yrken har utöver kompetensprov även uttagstävlingar inför Yrkes-SM.

## Tidigare tävlingar
- 1:a 2004: Piteå
- 2:a 2006: Göteborg
- 3:e 2008: Jönköping
- 4:e 2010: Göteborg
- 5:e 2012: Malmö
- 6:e 2014: Umeå
- 7:e 2016: Malmö
- 8:e 2018: Uppsala
- 9:e 2020: Helsingborg – Inställt på grund av COVID-19
- 10:e 2022: Växjö
- 11:e 2024: Karlstad